# أليسون روبر
أليسون روبر (بالإنجليزية: Alison Roper)‏ هي راقصة باليه أمريكية، ولدت في 1974 في بورتلاند في الولايات المتحدة.